# Randolph County (Georgia)
Das Randolph County ist ein County im Bundesstaat Georgia der Vereinigten Staaten. Der Verwaltungssitz (County Seat) ist Cuthbert.

## Geographie
Das County liegt im Südwesten von Georgia, etwa 30 km vor der Ostgrenze von Alabama und hat eine Fläche von 1116 Quadratkilometern, wovon vier Quadratkilometer Wasseroberfläche sind, und grenzt im Uhrzeigersinn an folgende Countys: Webster County, Terrell County, Calhoun County, Clay County, Quitman County und Stewart County.

## Geschichte
Randolph County wurde am 20. Dezember 1828 als 75. County in Georgia aus Teilen des Lee County gebildet. Benannt wurde es nach John Randolph aus Virginia, republikanischer US-Senator und ein Nachkomme von Pocahontas. Der erste Sitz der Countyverwaltung war Lumpkin. Nachdem dies aber Sitz der Countyverwaltung des aus dem Randolph County gebildeten Stewart County wurde, verlegte man den Sitz nach Cuthbert.

## Demografische Daten
Laut der Volkszählung von 2010 verteilten sich die damaligen 7719 Einwohner auf 3187 bewohnte Haushalte, was einen Schnitt von 2,33 Personen pro Haushalt ergibt. Insgesamt bestehen 4153 Haushalte.
63,1 % der Haushalte waren Familienhaushalte (bestehend aus verheirateten Paaren mit oder ohne Nachkommen bzw. einem Elternteil mit Nachkomme) mit einer durchschnittlichen Größe von 2,97 Personen. In 29,3 % aller Haushalte lebten Kinder unter 18 Jahren sowie in 32,6 % aller Haushalte Personen mit mindestens 65 Jahren.
25,8 % der Bevölkerung waren jünger als 20 Jahre, 21,4 % waren 20 bis 39 Jahre alt, 28,0 % waren 40 bis 59 Jahre alt und 25,0 % waren mindestens 60 Jahre alt. Das mittlere Alter betrug 43 Jahre. 46,0 % der Bevölkerung waren männlich und 54,0 % weiblich.
36,6 % der Bevölkerung bezeichneten sich als Weiße, 61,8 % als Afroamerikaner, 0,1 % als Indianer und 0,3 % als Asian Americans. 0,5 % gaben die Angehörigkeit zu einer anderen Ethnie und 0,8 % zu mehreren Ethnien an. 1,5 % der Bevölkerung bestand aus Hispanics oder Latinos.
Das durchschnittliche Jahreseinkommen pro Haushalt lag bei 30.358 USD, dabei lebten 28,7 % der Bevölkerung unter der Armutsgrenze.

## Orte im Randolph County
Orte im Randolph County mit Einwohnerzahlen der Volkszählung von 2010:
Cities:
- Cuthbert (County Seat) – 3873 Einwohner
- Shellman – 1083 Einwohner

Census-designated place:
- Coleman – 127 Einwohner